# Санто Јани (Терни)
Санто Јани је насеље у Италији у округу Терни, региону Умбрија.
Према процени из 2011. у насељу је живело 44 становника. Насеље се налази на надморској висини од 225 м.